# 徐廷用
徐廷用（1463年—？），字良佐，湖廣長沙府醴陵縣人，軍籍，明朝政治人物。

## 生平
湖廣鄉試第十一名舉人，弘治六年（1493年）中式癸丑科會試第二百八十五名，二甲第三十七名進士。官至戶部郎中。

## 家族
曾祖徐仲仁；祖父徐朝貴；父徐鼎，安福縣丞 贈戶部員外郎。母吳氏。具庆下。子徐一鳴。